# カオス (映画監督)
カオス（Kaos）は、タイの映画監督。

## 来歴
外交官の父のもとパキスタンで育ち、1998年に24歳で製作したアクション映画「Fah(ฟ้า)」でデビュー。
その後「バリスティック」でハリウッドデビューをするも評価は振るわず、現在は母国タイの映画界で活躍している。

## 作品

### 監督作品
- バリスティック
- 鉄拳 Kazuya's Revenge
- マキシマム・クラッシュ

### 製作作品
- レジェンド・オブ・メダリオン -時空を越えた秘密の島-